# Hermann Wassertrilling
Hermann Wassertrilling, auch Ẓebi-Hirsch ben Nathan Wassertrilling, (Zwi-)Hirsch Wassertrilling וואססערטריללינג, צבי הירש ב"ר נתן (* Boskowitz, Mähren; † 1887, ebenda) war ein Rabbiner und Autor.
Vor 1850 arbeitete er als Lehrer an der jüdischen Schule in Hotzenplotz in Mährisch-Schlesien, nach 1850 als Rabbiner in Bojanowo, Provinz Posen.
Seine Schriften sind sämtlich in Breslau erschienen.

## Werke
- Hadrat Elisha (1857), ein Epos in 9 Liedern, das Leben des Propheten Elisha beschreibend; dazu als Anhang eine Geschichte der Könige.
- Nezer Hamudot (1860), ein Epos in acht Liedern, beinhaltend die Geschichte des Volkes Israel beginnend bei Daniel und seinen Begleitern, über die Zeit der babylonischen, medinischen und persischen Könige bis zur Rückkehr des Volkes Israel nach Jerusalem und dem Bau des Zweiten Tempels.
- Mattenat Nahali'el (Teil I 1860; Teil II, 1868), eine Sammlung von Legenden aus Talmud, Midrasch und den Kommentaren zum Midrasch in Versform und in wöchentliche Lektionen eingeteilt.
- Torat ha-Berit (1869), eine Abhandlung zur Frage der Beschneidung auf der Synode von Leipzig im Juli 1869.